# Прибойное
Прибо́йное (до 1948 года Очеретай; укр. Прибійне, крымскотат. Oçeretay, Очеретай) — исчезнувшее село в Черноморском районе Республики Крым. Располагалось на самом западе района, в балке Очеретай на берегу одноимённой бухты Каркинитского залива Чёрного моря, примерно в 4 км северо-западнее современного села Оленевка.

## История
Впервые в доступных источниках поселение, как разорённая деревня Чоротай встречается в описании к «Геометрическому специальному плану Таврической губернии Евпаторийского уезда при местечке Ак-Мечеть…» 1835 года, при этом, точно определить, находилась ли она на месте будущего Очеретая, не представляется возможным.
На полуверстовой карте 1890 года уже обозначен рыбацкий стан Очеретай. По Статистическому справочнику Таврической губернии. Ч.II-я. Статистический очерк, выпуск пятый Евпаторийский уезд, 1915 год, на «заводе» Черетай Кунанской волости Евпаторийского уезда числился 1 двор с русским населением без приписных жителей, но с 24 — «посторонними».
После установления в Крыму Советской власти, по постановлению Крымревкома от 8 января 1921 года № 206 «Об изменении административных границ» была упразднена волостная система и образован Евпаторийский уезд, в котором создан Ак-Мечетский район и село вошло в его состав, а в 1922 году уезды получили название округов. 11 октября 1923 года, согласно постановлению ВЦИК, в административное деление Крымской АССР были внесены изменения, в результате которых округа были отменены, Ак-Мечетский район упразднён и село вошло в состав Евпаторийского района. Согласно Списку населённых пунктов Крымской АССР по Всесоюзной переписи 17 декабря 1926 года, в хуторе Черетай, Кунанского сельсовета Евпаторийского района, числилось 3 двора, все крестьянские, население составляло 14 человек, из них 14 украинцев и 1 русский По постановлению КрымЦИКа от 30 октября 1930 года «О реорганизации сети районов Крымской АССР», был восстановлен Ак-Мечетский район (по другим данным 15 сентября 1931 года) и селение включили в его состав.
С 25 июня 1946 года Очеретай в составе Крымской области РСФСР. Указом Президиума Верховного Совета РСФСР от 18 мая 1948 года, Очеретай переименовали в Прибойное. 26 апреля 1954 года Крымская область была передана из состава РСФСР в состав УССР. Ликвидировано до 1960 года, поскольку в «Справочнике административно-территориального деления Крымской области на 15 июня 1960 года» селение уже не значилось (согласно справочнику «Крымская область. Административно-территориальное деление на 1 января 1968 года» — в период с 1954 по 1968 годы, как посёлок Оленевского сельсовета).

### Хутор Очеретай
В районе существовал хутор Очеретай 45°25′20″ с. ш. 32°47′05″ в. д., упомянутый в Списке населённых пунктов Крымской АССР по Всесоюзной переписи 17 декабря 1926 года в составе Кунанского сельсовета, в котором числился 1 двор, население составляло 4 украинца.